# 福岡市道博多駅鳥飼線
福岡市道博多駅鳥飼線（ふくおかしどうはかたえきとりかいせん）は、福岡県福岡市博多区美野島にある「美野島緑道」の南端から、中央区南端部の平尾などを経由して、城南区別府にある「別府大橋跨線橋」（国道202号）に至る全長約5.51 kmの市道（幹線一級市町村道）である。このうち中央区平尾及び高宮の平尾駅入口交差点から同区梅光園の梅光園三丁目交差点まで約2.9キロメートルの区間については筑肥新道の、光園三丁目交差点から城南区の六本松四丁目南交差点まで約0.8キロメートルの区間については油山観光道路の福岡市道路愛称が福岡市によって付けられている。

## 概要
福岡市道博多駅鳥飼線の区間や総延長については次の通り。
- 起点：福岡市博多区美野島三丁目にある「美野島緑道」の南端北緯33度34分34.53秒 東経130度25分14.72秒 / 北緯33.5762583度 東経130.4207556度
- 終点：福岡市城南区別府一丁目にある「別府大橋跨線橋」の附近北緯33度34分32.49秒 東経130度22分23.57秒 / 北緯33.5756917度 東経130.3732139度
- 総延長：約5.51 km[1]

## 地理

### 通過する自治体
- 福岡県
  - 福岡市
    - 博多区
    - 南区
    - 中央区
    - 城南区

道路の写真
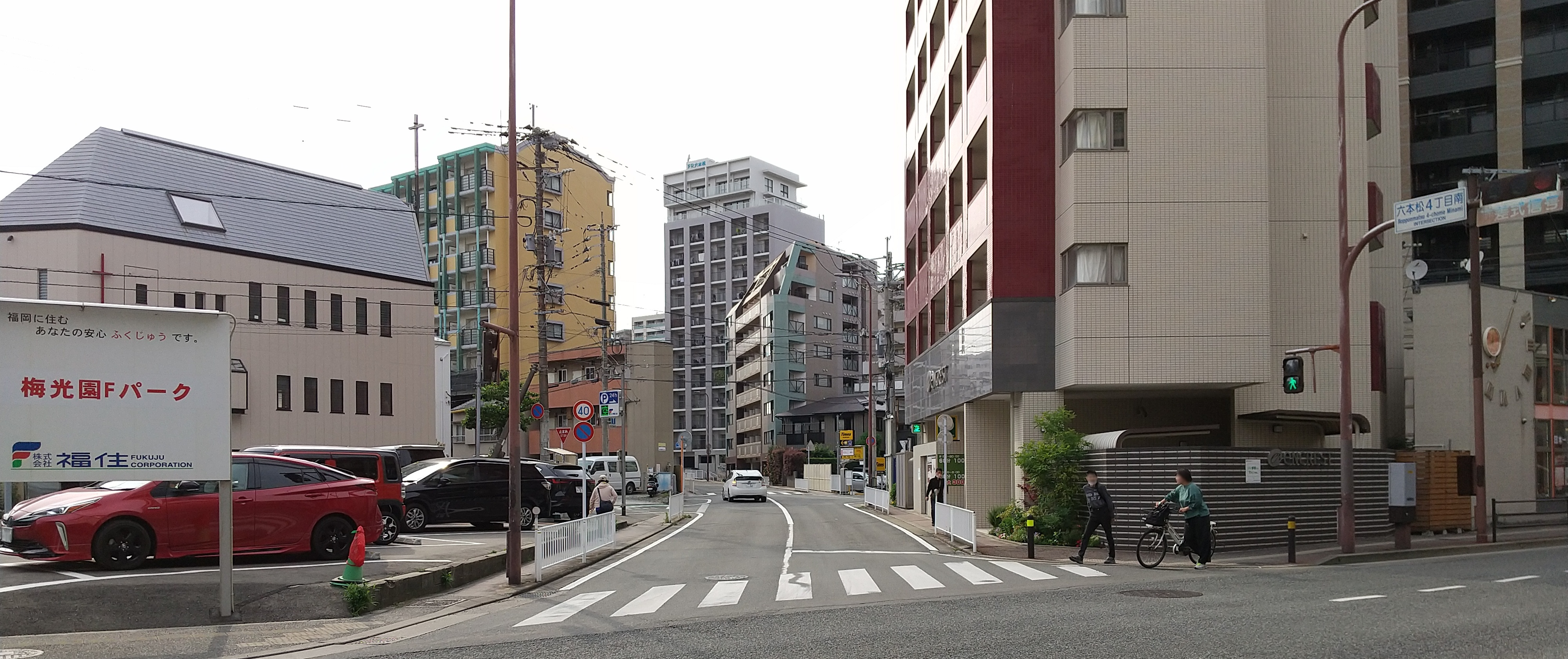
六本松四丁目南交差点より西の眺望（梅光園一丁目及び六本松四丁目）
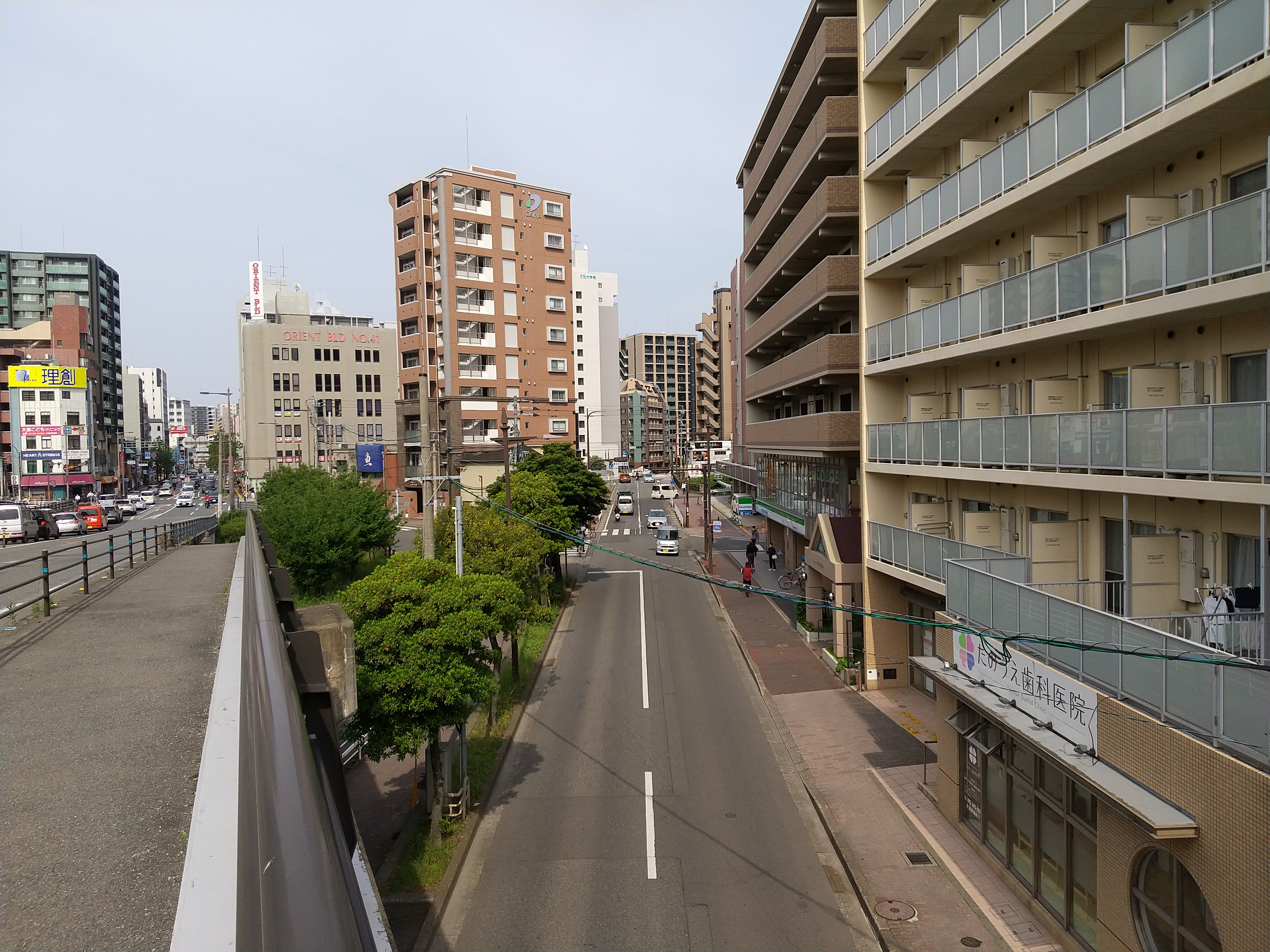
別府大橋跨線橋より東の眺望（城南区別府一丁目）

## 接続する主な通り
| 交差する道路                  | 市町村名 | 市町村名 | 交差する場所                 | 交差する場所               |
| ----------------------------- | -------- | -------- | ---------------------------- | -------------------------- |
| 国道385号                     | 福岡市   | 博多区   | 美野島三丁目                 | 「美野島緑道」の南端、起点 |
| 福岡県道553号東光寺竹下春吉線 | 福岡市   | 博多区   | 美野島三丁目                 | （名称なし交差点）         |
| 福岡県道602号後野福岡線       | 福岡市   | 南区     | 那の川一丁目、大楠（）一丁目 | （名称なし交差点）         |
| 福岡県道31号福岡筑紫野線      | 福岡市   | 南区     | 平尾二丁目、高宮一丁目       | 平尾駅入口交差点           |
| 福岡県道555号桧原比恵線       | 福岡市   | 中央区   | 平和三丁目                   | 平和交差点                 |
| 福岡県道557号                 | 福岡市   | 中央区   | 梅光園三丁目                 | 新田島橋東（）交差点       |
| 国道202号                     | 福岡市   | 城南区   | 別府一丁目                   | 「別府大橋跨線橋」、終点   |